# Roger Gaudet
Pour les articles homonymes, voir Gaudet.
Roger Gaudet (né le 26 mai 1945) est un homme politique québécois. 

## Biographie
En 2002, il fut élu député à la Chambre des communes du Canada, représentant la circonscription québécoise de Montcalm sous la bannière du Bloc québécois.
Réélu en 2004, 2006 et en 2008, il fut défait par la néo-démocrate Manon Perreault en 2011.
Il a été conseiller municipal de Saint-Liguori de 1985 à 1989. En 1989 il est élu maire de Saint-Liguori et en 1993 il devient préfet de la MRC Montcalm. Il est élu à la Chambre des communes pour la première fois lors d'une élection partielle en 2002 dans la circonscription de Berthier—Montcalm. Il est réélu dans Montcalm en 2004, 2006 et en 2008.
Il a obtenu la plus haute majorité historique du Bloc Québécois à l'élection générale de 2004 avec plus de 71 %.
En 2005, il provoque la controverse lorsqu'il fut révélé qu'il a réclamé plus de 100 000 $ en frais de déplacement pour l'année 2005. Le Parti conservateur a demandé à Gilles Duceppe d'expulser Gaudet du caucus, ce que le chef du Bloc a refusé, estimant, comme l'a reconnu le vérificateur général, que les dépenses de Gaudet étaient justifiées.